# Grand Prix Włoch 2019
Grand Prix Włoch 2019, oficjalnie Formula 1 Gran Premio Heineken d'Italia 2019 – czternasta runda eliminacji Mistrzostw Świata Formuły 1 w sezonie 2019. Grand Prix odbyło się w dniach 6–8 września 2019 roku na torze Autodromo Nazionale di Monza w mieście Monza.

## Lista startowa
| Nr | Kierowca           | Zespół                           | Samochód                      | Silnik           | Opony |
| -- | ------------------ | -------------------------------- | ----------------------------- | ---------------- | ----- |
| 3  | Daniel Ricciardo   | Renault F1 Team                  | Renault R.S.19                | Renault 1.6T V6  | P     |
| 4  | Lando Norris       | McLaren F1 Team                  | McLaren MCL34                 | Renault 1.6T V6  | P     |
| 5  | Sebastian Vettel   | Scuderia Ferrari Mission Winnow  | Ferrari SF90                  | Ferrari 1.6T V6  | P     |
| 7  | Kimi Räikkönen     | Alfa Romeo Racing                | Alfa Romeo C38                | Ferrari 1.6T V6  | P     |
| 8  | Romain Grosjean    | Rich Energy Haas F1 Team         | Haas VF-19                    | Ferrari 1.6T V6  | P     |
| 10 | Pierre Gasly       | Red Bull Toro Rosso Honda        | Toro Rosso STR14              | Honda 1.6T V6    | P     |
| 11 | Sergio Pérez       | SportPesa Racing Point F1 Team   | Racing Point RP19             | Mercedes 1.6T V6 | P     |
| 16 | Charles Leclerc    | Scuderia Ferrari Mission Winnow  | Ferrari SF90                  | Ferrari 1.6T V6  | P     |
| 18 | Lance Stroll       | SportPesa Racing Point F1 Team   | Racing Point RP19             | Mercedes 1.6T V6 | P     |
| 20 | Kevin Magnussen    | Rich Energy Haas F1 Team         | Haas VF-19                    | Ferrari 1.6T V6  | P     |
| 23 | Alexander Albon    | Aston Martin Red Bull Racing     | Red Bull RB15                 | Honda 1.6T V6    | P     |
| 26 | Daniił Kwiat       | Red Bull Toro Rosso Honda        | Toro Rosso STR14              | Honda 1.6T V6    | P     |
| 27 | Nico Hülkenberg    | Renault F1 Team                  | Renault R.S.19                | Renault 1.6T V6  | P     |
| 33 | Max Verstappen     | Aston Martin Red Bull Racing     | Red Bull RB15                 | Honda 1.6T V6    | P     |
| 44 | Lewis Hamilton     | Mercedes-AMG Petronas Motorsport | Mercedes AMG F1 W10 EQ Power+ | Mercedes 1.6T V6 | P     |
| 55 | Carlos Sainz Jr.   | McLaren F1 Team                  | McLaren MCL34                 | Renault 1.6T V6  | P     |
| 63 | George Russell     | ROKiT Williams Racing            | Williams FW42                 | Mercedes 1.6T V6 | P     |
| 77 | Valtteri Bottas    | Mercedes-AMG Petronas Motorsport | Mercedes AMG F1 W10 EQ Power+ | Mercedes 1.6T V6 | P     |
| 88 | Robert Kubica      | ROKiT Williams Racing            | Williams FW42                 | Mercedes 1.6T V6 | P     |
| 99 | Antonio Giovinazzi | Alfa Romeo Racing                | Alfa Romeo C38                | Ferrari 1.6T V6  | P     |
| Nr | Kierowca           | Zespół                           | Samochód                      | Silnik           | Opony |

## Wyniki

### Sesje treningowe
Źródło: formula1.com
| Sesja | Nr | Kierowca         | Konstruktor | Czas     | Okr. |
| ----- | -- | ---------------- | ----------- | -------- | ---- |
| 1     | 16 | Charles Leclerc  | Ferrari     | 1:27,905 | 20   |
| 2     | 16 | Charles Leclerc  | Ferrari     | 1:20,978 | 37   |
| 3     | 5  | Sebastian Vettel | Ferrari     | 1:20,294 | 14   |

### Kwalifikacje
Źródło: formula1.com
| P                    | Nr | Kierowca           | Konstruktor  | Czasy w kwalifikacjach | Czasy w kwalifikacjach | Czasy w kwalifikacjach | Poz. s. |
| P                    | Nr | Kierowca           | Konstruktor  | Q1                     | Q2                     | Q3                     | Poz. s. |
| -------------------- | -- | ------------------ | ------------ | ---------------------- | ---------------------- | ---------------------- | ------- |
| 1                    | 16 | Charles Leclerc    | Ferrari      | 1:20,126               | 1:19,553               | 1:19,307               | 1       |
| 2                    | 44 | Lewis Hamilton     | Mercedes     | 1:20,272               | 1:19,464               | 1:19,346               | 2       |
| 3                    | 77 | Valtteri Bottas    | Mercedes     | 1:20,156               | 1:20,018               | 1:19,354               | 3       |
| 4                    | 5  | Sebastian Vettel   | Ferrari      | 1:20,378               | 1:19,715               | 1:19,457               | 4       |
| 5                    | 3  | Daniel Ricciardo   | Renault      | 1:20,374               | 1:19,833               | 1:19,839               | 5       |
| 6                    | 27 | Nico Hülkenberg    | Renault      | 1:20,155               | 1:20,275               | 1:20,049               | 6       |
| 7                    | 55 | Carlos Sainz Jr.   | McLaren      | 1:20,413               | 1:20,202               | 1:20,455               | 7       |
| 8                    | 23 | Alexander Albon    | Red Bull     | 1:20,382               | 1:20,021               | —                      | 8       |
| 9                    | 18 | Lance Stroll       | Racing Point | 1:20,643               | 1:20,498               | —                      | 9       |
| 10                   | 7  | Kimi Räikkönen     | Alfa Romeo   | 1:20,634               | 1:20,515               | —                      | PL1     |
| 11                   | 99 | Antonio Giovinazzi | Alfa Romeo   | 1:20,657               | 1:20,517               |                        | 10      |
| 12                   | 20 | Kevin Magnussen    | Haas         | 1:20,616               | 1:20,615               |                        | 11      |
| 13                   | 26 | Daniił Kwiat       | Toro Rosso   | 1:20,723               | 1:20,630               |                        | 12      |
| 14                   | 4  | Lando Norris       | McLaren      | 1:20,646               | 1:21,068               |                        | 162     |
| 15                   | 10 | Pierre Gasly       | Toro Rosso   | 1:20,508               | 1:21,125               |                        | 172     |
| 16                   | 8  | Romain Grosjean    | Haas         | 1:20,784               |                        |                        | 13      |
| 17                   | 11 | Sergio Pérez       | Racing Point | 1:21,291               |                        |                        | 182     |
| 18                   | 63 | George Russell     | Williams     | 1:21,800               |                        |                        | 14      |
| 19                   | 88 | Robert Kubica      | Williams     | 1:22,356               |                        |                        | 15      |
| NS                   | 33 | Max Verstappen     | Red Bull     | —                      |                        |                        | 193     |
| 107% czasu: 1:25,734 |    |                    |              |                        |                        |                        |         |

Uwagi
- 1 — Kimi Räikkönen został zobowiązany do startu z alei serwisowej ze względu na wymianę części silnika, łamiąc zasady parku zamkniętego
- 2 — Lando Norris, Pierre Gasly i Sergio Pérez zostali cofnięci na koniec stawki za wymianę elementów silnika ponad regulaminowy limit
- 3 — Max Verstappen przed kwalifikacjami wymienił części silnika ponad regulaminowy limit, za co otrzymał karę cofnięcia na koniec stawki. Nie ustanowił czasu podczas kwalifikacji. Decyzją sędziów został dopuszczony do udziału w wyścigu

### Wyścig
Źródło: formula1.com
| P  | Nr | Kierowca           | Konstruktor  | Okr. | Czas                   | Start | Punkty |
| -- | -- | ------------------ | ------------ | ---- | ---------------------- | ----- | ------ |
| 1  | 16 | Charles Leclerc    | Ferrari      | 53   | 1:15:26,665            | 1     | 25     |
| 2  | 77 | Valtteri Bottas    | Mercedes     | 53   | +0,835                 | 3     | 18     |
| 3  | 44 | Lewis Hamilton     | Mercedes     | 53   | +35,199                | 2     | 161    |
| 4  | 3  | Daniel Ricciardo   | Renault      | 53   | +45,515                | 5     | 12     |
| 5  | 27 | Nico Hülkenberg    | Renault      | 53   | +58,165                | 6     | 10     |
| 6  | 23 | Alexander Albon    | Red Bull     | 53   | +59,315                | 8     | 8      |
| 7  | 11 | Sergio Pérez       | Racing Point | 53   | +1:13,802              | 18    | 6      |
| 8  | 33 | Max Verstappen     | Red Bull     | 53   | +1:14,492              | 19    | 4      |
| 9  | 99 | Antonio Giovinazzi | Alfa Romeo   | 52   | +1 okrążenie           | 10    | 2      |
| 10 | 4  | Lando Norris       | McLaren      | 52   | +1 okrążenie           | 16    | 1      |
| 11 | 10 | Pierre Gasly       | Toro Rosso   | 52   | +1 okrążenie           | 17    |        |
| 12 | 18 | Lance Stroll       | Racing Point | 52   | +1 okrążenie           | 9     |        |
| 13 | 5  | Sebastian Vettel   | Ferrari      | 52   | +1 okrążenie           | 4     |        |
| 14 | 63 | George Russell     | Williams     | 52   | +1 okrążenie           | 14    |        |
| 15 | 7  | Kimi Räikkönen     | Alfa Romeo   | 52   | +1 okrążenie           | PL    |        |
| 16 | 8  | Romain Grosjean    | Haas         | 52   | +1 okrążenia           | 13    |        |
| 17 | 88 | Robert Kubica      | Williams     | 51   | +2 okrążenia           | 15    |        |
| NS | 20 | Kevin Magnussen    | Haas         | 43   | NU (hydraulika)        | 11    |        |
| NS | 26 | Daniił Kwiat       | Toro Rosso   | 29   | NU (wyciek oleju)      | 12    |        |
| NS | 55 | Carlos Sainz Jr.   | McLaren      | 27   | NU (niedokręcone koło) | 7     |        |

Uwagi
- 1 — Jeden dodatkowy punkt jest przyznawany kierowcy, który ustanowił najszybsze okrążenie w wyścigu, pod warunkiem, że ukończył wyścig w pierwszej 10

### Najszybsze okrążenie
Źródło: formula1.com
| Nr | Kierowca       | Konstruktor | Czas     | Okr. |
| -- | -------------- | ----------- | -------- | ---- |
| 44 | Lewis Hamilton | Mercedes    | 1:21,779 | 51   |

## Klasyfikacja po wyścigu

### Kierowcy
| P  | +/− | Kierowca           | Starty | Punkty | P1 | P2 | P3 | PP | NO | NS |
| -- | --- | ------------------ | ------ | ------ | -- | -- | -- | -- | -- | -- |
| 1  | 0   | Lewis Hamilton     | 14     | 284    | 8  | 3  | 1  | 4  | 3  | –  |
| 2  | 0   | Valtteri Bottas    | 14     | 221    | 2  | 6  | 3  | 4  | 2  | 1  |
| 3  | 0   | Max Verstappen     | 14     | 185    | 2  | 1  | 2  | 1  | 3  | 1  |
| 4  | +1  | Charles Leclerc    | 14     | 182    | 2  | 1  | 4  | 4  | 2  | 2  |
| 5  | −1  | Sebastian Vettel   | 14     | 169    | –  | 3  | 3  | 1  | 2  | –  |
| 6  | 0   | Pierre Gasly       | 14     | 65     | –  | –  | –  | –  | 2  | 1  |
| 7  | 0   | Carlos Sainz Jr.   | 14     | 58     | –  | –  | –  | –  | –  | 3  |
| 8  | +4  | Daniel Ricciardo   | 14     | 34     | –  | –  | –  | –  | –  | 3  |
| 9  | +1  | Alexander Albon    | 14     | 34     | –  | –  | –  | –  | –  | 1  |
| 10 | −2  | Daniił Kwiat       | 14     | 33     | –  | –  | 1  | –  | –  | 3  |
| 11 | +3  | Nico Hülkenberg    | 14     | 31     | –  | –  | –  | –  | –  | 2  |
| 12 | −3  | Kimi Räikkönen     | 14     | 31     | –  | –  | –  | –  | –  | –  |
| 13 | 0   | Sergio Pérez       | 14     | 27     | –  | –  | –  | –  | –  | 1  |
| 14 | −3  | Lando Norris       | 14     | 25     | –  | –  | –  | –  | –  | 3  |
| 15 | 0   | Lance Stroll       | 14     | 19     | –  | –  | –  | –  | –  | 1  |
| 16 | 0   | Kevin Magnussen    | 14     | 18     | –  | –  | –  | –  | –  | 2  |
| 17 | 0   | Romain Grosjean    | 14     | 8      | –  | –  | –  | –  | –  | 6  |
| 18 | 0   | Antonio Giovinazzi | 14     | 3      | –  | –  | –  | –  | –  | 1  |
| 19 | 0   | Robert Kubica      | 14     | 1      | –  | –  | –  | –  | –  | –  |
| 20 | 0   | George Russell     | 14     | 0      | –  | –  | –  | –  | –  | –  |
| P  | +/− | Kierowca           | Starty | Punkty | P1 | P2 | P3 | PP | NO | NS |

### Konstruktorzy
| P  | +/− | Konstruktor               | Starty | Punkty | P1 | P2 | P3 | PP | NO | NS |
| -- | --- | ------------------------- | ------ | ------ | -- | -- | -- | -- | -- | -- |
| 1  | 0   | Mercedes                  | 28     | 505    | 10 | 9  | 4  | 8  | 5  | 1  |
| 2  | 0   | Ferrari                   | 28     | 351    | 2  | 4  | 7  | 5  | 4  | 2  |
| 3  | 0   | Red Bull Racing-Honda     | 28     | 266    | 2  | 1  | 2  | 1  | 5  | 2  |
| 4  | 0   | McLaren-Renault           | 28     | 83     | –  | –  | –  | –  | –  | 6  |
| 5  | +1  | Renault                   | 28     | 65     | –  | –  | –  | –  | –  | 5  |
| 6  | −1  | Scuderia Toro Rosso-Honda | 28     | 51     | –  | –  | 1  | –  | –  | 4  |
| 7  | 0   | Racing Point-BWT Mercedes | 28     | 46     | –  | –  | –  | –  | –  | 2  |
| 8  | 0   | Alfa Romeo Racing-Ferrari | 28     | 34     | –  | –  | –  | –  | –  | 1  |
| 9  | 0   | Haas-Ferrari              | 28     | 26     | –  | –  | –  | –  | –  | 8  |
| 10 | 0   | Williams-Mercedes         | 28     | 1      | –  | –  | –  | –  | –  | –  |
| P  | +/− | Konstruktor               | Starty | Punkty | P1 | P2 | P3 | PP | NO | NS |